# Lalande-de-Pomerol
Lalande-de-Pomerol är en kommun i departementet Gironde i regionen Nouvelle-Aquitaine i sydvästra Frankrike. Kommunen ligger i kantonen Libourne som tillhör arrondissementet Libourne. År 2022 hade Lalande-de-Pomerol 631 invånare.

## Befolkningsutveckling
Antalet invånare i kommunen Lalande-de-Pomerol
Referens:INSEE